# Bruno Rodzik
Bronislaw „Bruno“ Rodzik (* 29. Mai 1935 in Giraumont, Département Meurthe-et-Moselle; † 12. April 1998 in Thionville) war ein französischer Fußballspieler.

## Die Vereinskarriere
Der Außenverteidiger wurde bei Stade de Reims in der zweiten Hälfte der 1950er Jahre zu einem Garanten dafür, dass die Erfolgsserie des Vereins noch bis weit in das folgende Jahrzehnt anhielt. Kompromisslos und sachlich, aber technisch beschlagen und mit Offensivdrang ausgestattet, trug er neben Jonquet, Penverne und Wendling wesentlich dazu bei, dass das begeisternde Angriffsspiel der Fontaine, Piantoni, Vincent, Bliard und ab 1959 Lucien Muller sowie erneut Raymond Kopa einen soliden defensiven Rückhalt besaß. Ähnlich wie einige Jahre später der junge Karl-Heinz Schnellinger perfektionierte Rodzik das harte, aber faire Sliding Tackling, also das Blockieren, Wegspitzeln oder Abjagen des Balles durch seitliches Hineinrutschen in Richtung des ballführenden Gegenspielers.
Seine ersten Einsätze in der Division 1, Frankreichs höchster Spielklasse, verzeichnete der Lothringer in der Saison 1957/58, an deren Ende Reims wieder einmal Landesmeister und zudem -pokalsieger geworden war; Rodzik hatte aber nur fünf Ligaspiele bestritten und stand auch nicht in der siegreichen Elf beim Pokalfinale. Aber schon in der folgenden Spielzeit gehörte er anstelle des langjährigen rechten Verteidigers Simon Zimny zur Stammformation – insbesondere auch im Europapokal einschließlich des Endspiels, in dem die Rémois allerdings erneut an Real Madrid scheiterten (0:2 im Juni 1959).
In seiner Zeit in Reims gewann er 1960 und 1962 zwei weitere nationale Meistertitel, wurde Nationalspieler und bestritt insgesamt 17 Europapokalspiele (Bruno Rodzik schoss dabei auch zwei Tore) – aber ihm blieb auch eine der bittersten Erfahrungen nicht erspart, die der Klub am Ende einer beispiellosen Erfolgsserie (von 1945 bis 1963 nur in einem einzigen Jahr schlechter als Platz 4 in der Division 1) machen musste: 1964 stieg der Vizemeister von 1963 als Tabellenvorletzter in die zweite Liga ab, wo sich der Verein bis 1970 mit einer einjährigen Unterbrechung einrichten musste. Rodzik wechselte daraufhin gemeinsam mit Piantoni zu OGC Nizza, das gleichfalls abgestiegen war und dem die beiden zum sofortigen Wiederaufstieg verhalfen. Für den Verteidiger folgten an der Côte d’Azur noch drei Jahre in der höchsten Liga, am Ende gekrönt durch eine Vizemeisterschaft.

### Stationen
- AS Giraumont (bis 1957)
- Stade de Reims (1957–1964)
- OGC Nizza (1964–1968)

## Der Nationalspieler
Zwischen März 1960 und November 1963 spielte Bruno Rodzik insgesamt 21-mal in der Équipe Tricolore. Er stand auch in Halbfinale und Endspiel bei der Endrunde um die allererste Europameisterschaft für Nationalmannschaften, die für Frankreich vor eigenem Publikum so erfolglos verlief – wie überhaupt Les Bleus in den Jahren nach dem dritten Platz bei der Weltmeisterschaft 1958 ein langanhaltendes Leistungstal durchschritten und sich auch nicht für die WM 1962 qualifizieren konnten. Symptomatisch dafür war Rodziks letztes Länderspiel, bei dem Frankreich im Pariser Prinzenpark selbst gegen die Schweiz noch eine 2:0-Pausenführung aus der Hand gab.

## Palmarès
- Französischer Meister: 1958, 1960, 1962
- Französischer Pokalsieger: 1958
- Europapokal der Landesmeister: Finalist 1959
- 21 A-Länderspiele für Frankreich, Europameisterschaftsteilnehmer 1960
- 288 Einsätze und 3 Tore in der D1 (197/3 für Reims, 91/0 für Nizza)

| Personendaten    | Personendaten                             |
| ---------------- | ----------------------------------------- |
| NAME             | Rodzik, Bruno                             |
| ALTERNATIVNAMEN  | Rodzik, Bronislaw                         |
| KURZBESCHREIBUNG | französischer Fußballspieler              |
| GEBURTSDATUM     | 29. Mai 1935                              |
| GEBURTSORT       | Giraumont, Département Meurthe-et-Moselle |
| STERBEDATUM      | 12. April 1998                            |
| STERBEORT        | Thionville                                |